# Anacanthobatis borneensis
Espèce
Anacanthobatis borneensis est une raie de l'ouest de l'Océan Pacifique.

## Référence
Chan : Anacanthobatis borneensis the second new anacanthobatid skake from the South China Sea. Japanese Journal of Ichthyology 13(1/3) 46-51